# Evangelische Kirche (Sterzhausen)

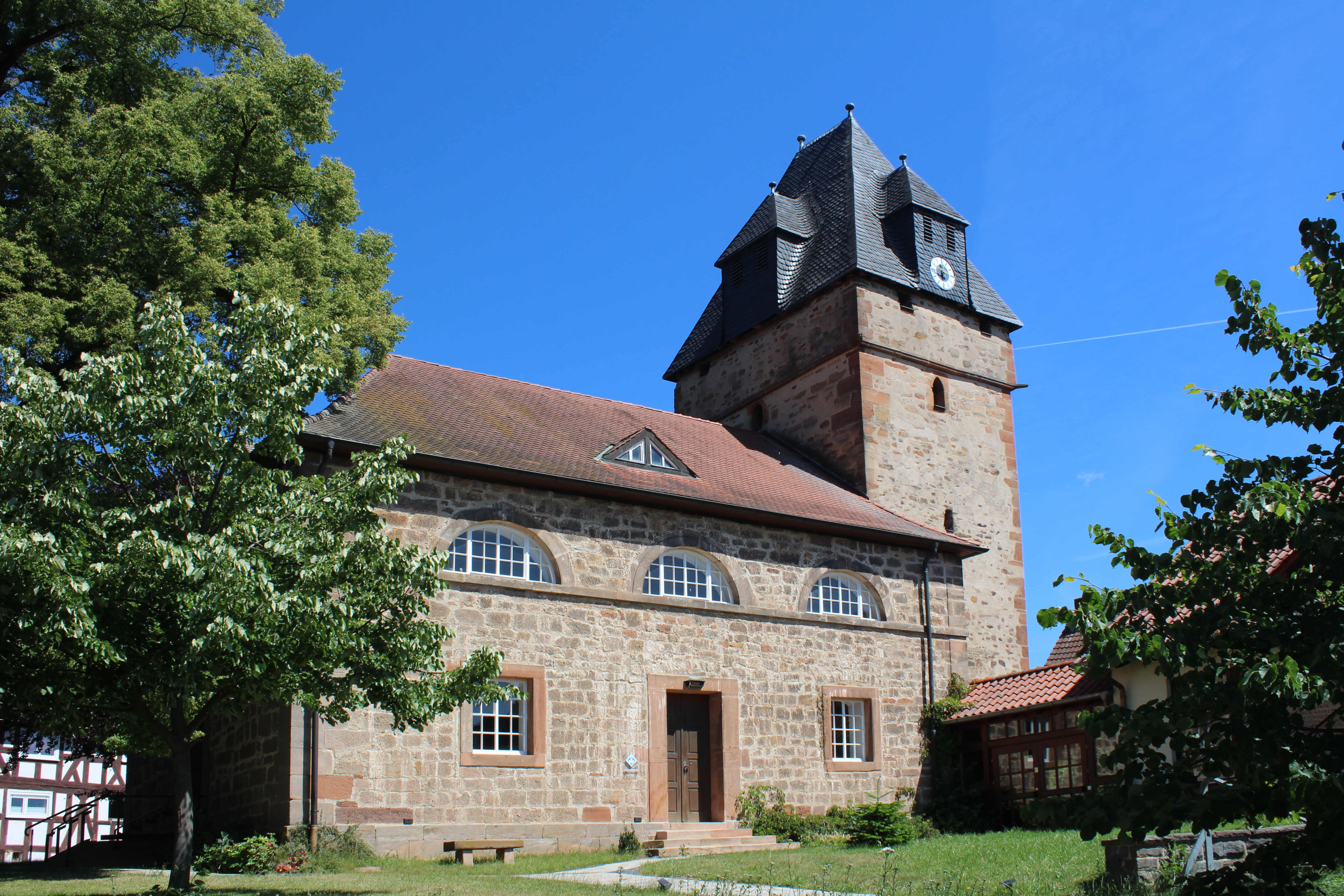
Kirche in Sterzhausen von Süden

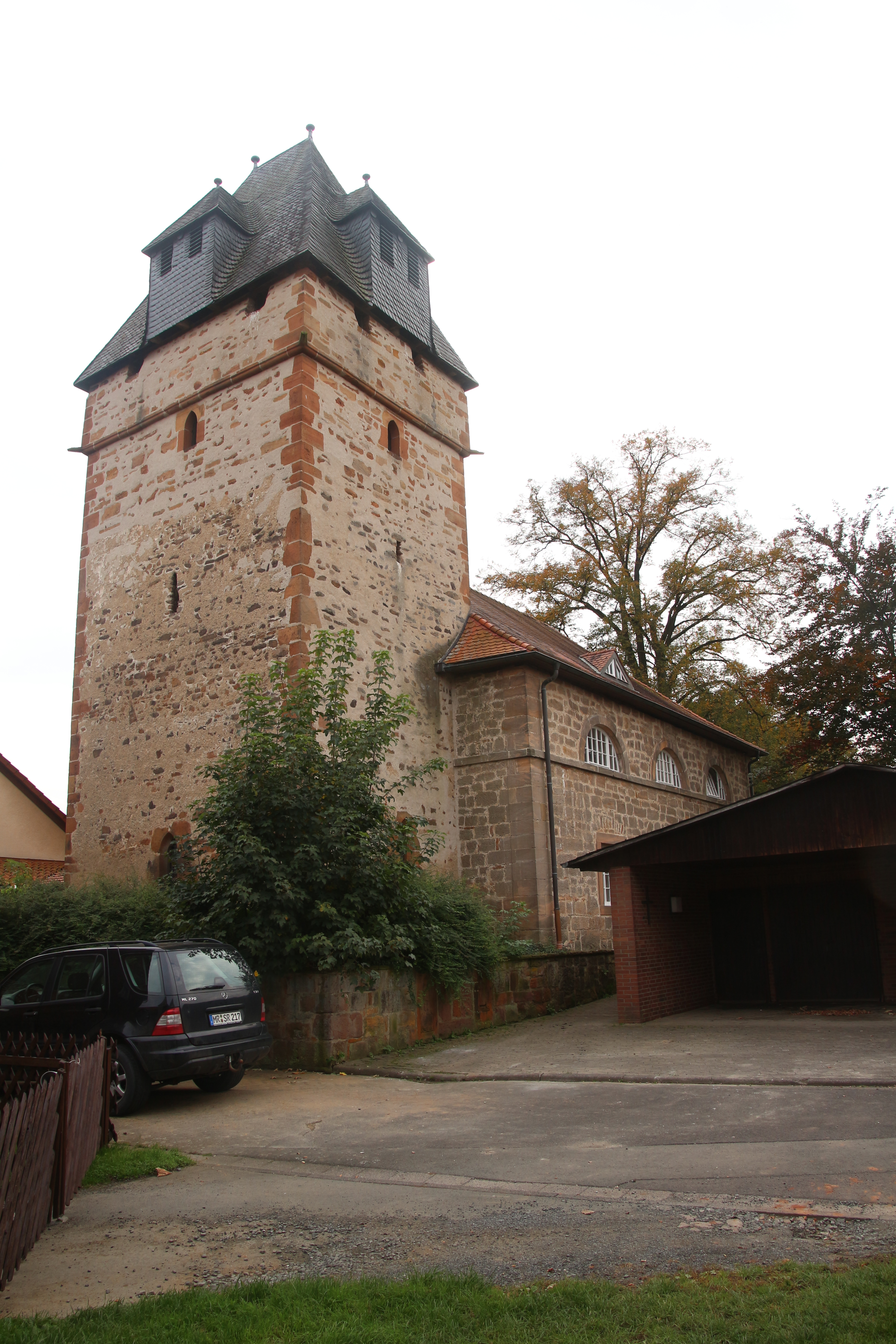
Kirche von Nordosten

Die Evangelische Kirche in Sterzhausen, einem Stadtteil von Lahntal im hessischen Landkreis Marburg-Biedenkopf, ist eine frühgotische Chorturmkirche aus der Zeit um 1200, deren Schiff im Jahr 1836 im Stil des Klassizismus ersetzt wurde. Das denkmalgeschützte Gotteshaus ist das älteste Gebäude und Wahrzeichen des Ortes.

## Geschichte
Im Jahr 1344 ist eine Kapelle nachgewiesen, als es um die Besetzung der Pfarrstelle ging. 1383 versah der Pfarrer vom benachbarten Caldern auch die Kapelle in Sterzhausen. Die Kirche wurde dem hl. Antonius geweiht. Im ausgehenden Mittelalter gehörte Sterzhausen zum Sendbezirk Schönstadt und Dekanat Christenberg im Archidiakonat St. Stephan in der Erzdiözese Mainz.
Sterzhausen hatte weder in vorreformatorischer noch in nachreformatorischer Zeit Filialkirchen. Mit Einführung der Reformation wurde Sterzhausen 1526 evangelisch. Als erster lutherischer Pfarrer wirkte Hermann Wagner (Curulius) von 1526 bis 1550. Im Jahr 1577 war Sterzhausen eine Pfarrei und hatten die Schutzbar genannt Milchling das Kirchenpatronat. Im Jahr 1606 folgte ein Wechsel zum reformierten Bekenntnis und um 1624 wieder eine Rückkehr zum lutherischen. Nach dem Dreißigjährigen Krieg wurde die Pfarrstelle von Goßfelden versorgt (1649–1669). Im 19. Jahrhundert war Sterzhausen einige Zeit pfarramtlich mit Caldern verbunden (1813–1820 und 1842–1890).
Nachdem ein Feuer zu Beginn des 19. Jahrhunderts die Kirche zerstört hatte, wurde der heutige Saalbau nach einem Entwurf von Landbaumeister Nikolaus Erdmann Arend im Jahr 1836 errichtet. Arend legte 1827 die „Gebrechen der Kirche“ dar, die noch 1833 repariert werden sollten. Im Folgejahr wurde aufgrund der finanziellen Situation zunächst ein Neubau aus Holz ins Auge gefasst. Am 12. Juni 1834 legte Arend einen Entwurf für einen Steinbau vor. Die Arbeiten wurden 1835 ausgeschrieben und vergeben, während die Gemeinde an Reparaturen festhielt. Die Grundsteinlegung erfolgte am 1. Mai 1836.
Bei einer Renovierung im Jahr 1962 wurden Wandmalereien in der Turmhalle freigelegt. Im Zuge einer Innenrenovierung im Jahr 2017/2018 wurden die Emporen an den Langseiten weiß gestrichen, die Wände im Schiff neu verputzt und der Fußboden erneuert.
Die evangelisch-lutherische Kirchengemeinde Sterzhausen-Caldern gehört zum Kirchenkreis Kirchhain im Sprengel Marburg der Evangelischen Kirche von Kurhessen-Waldeck.

## Architektur

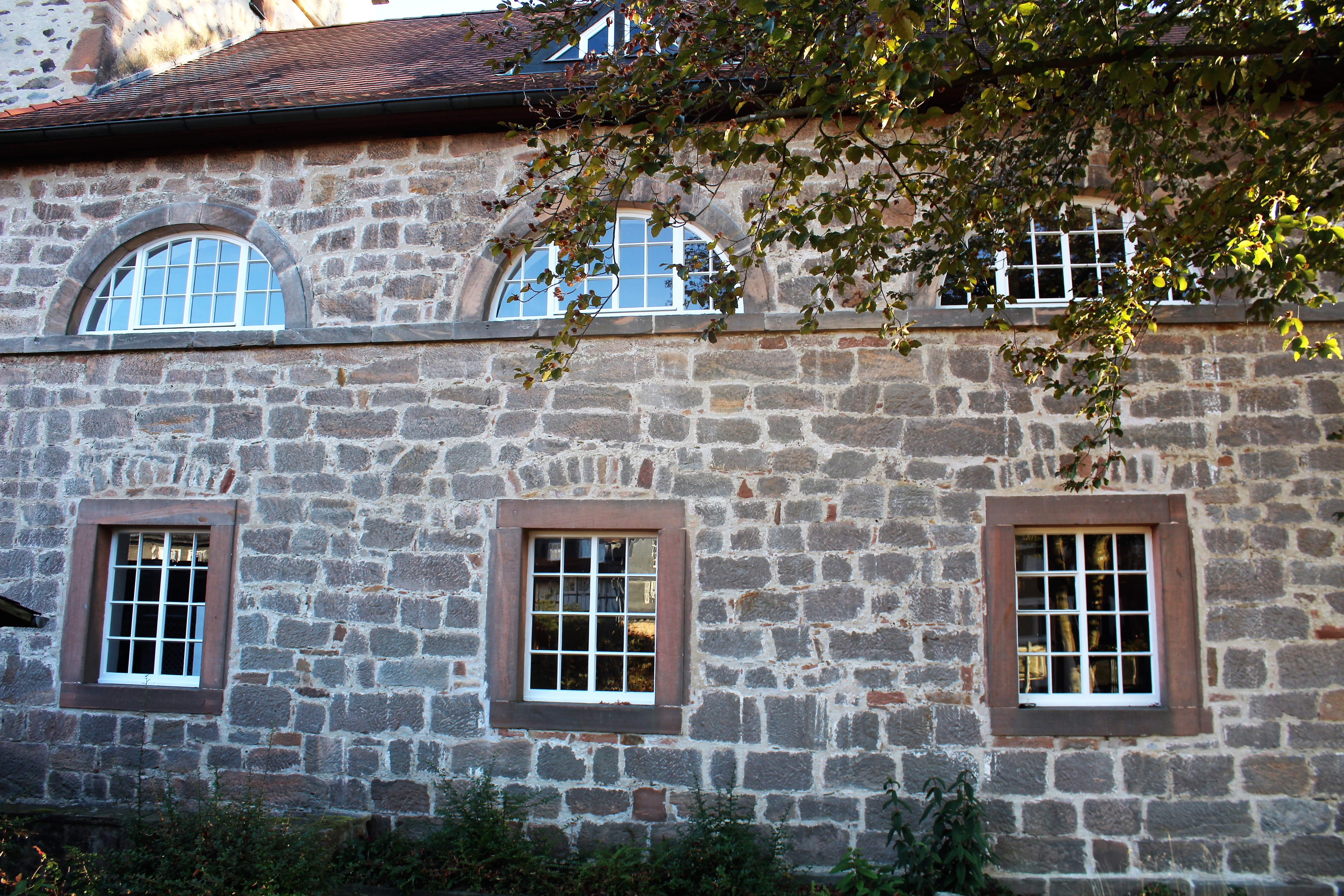
Nordseite der Kirche

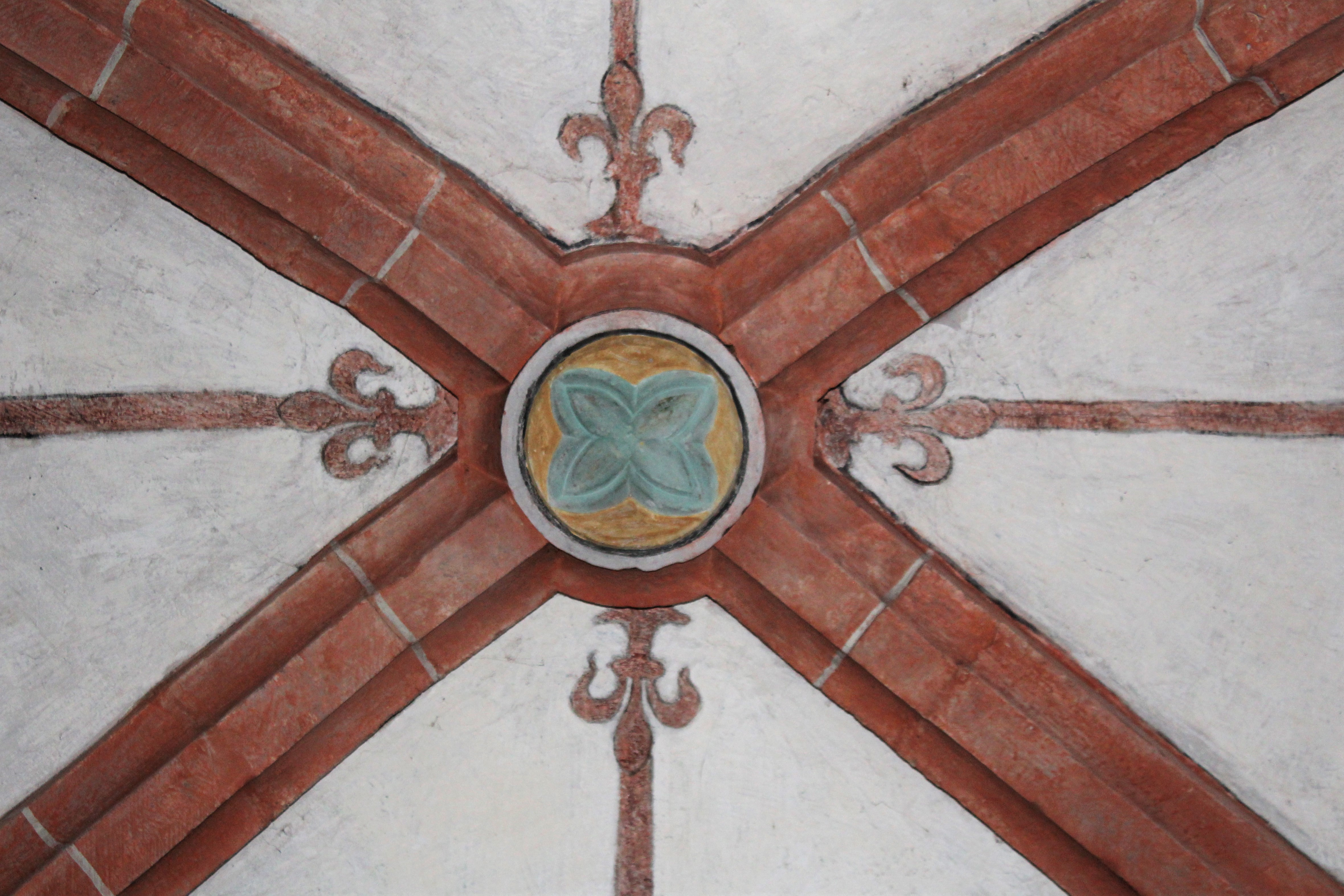
Kreuzrippengewölbe im Turm

Die in etwa (81°) geostete Kirche ist im Norden des Ortes errichtet und besteht aus zwei Baukörpern, einem mittelalterlichen Chorturm und einer klassizistischen Saalkirche.
Die unteren Geschosse des massiv aufgemauerten, ungegliederten Turms stammen aus dem 13. Jahrhundert und gehen im Kern vermutlich auf eine romanische Kapelle zurück; der älteste Balken im Turm datiert von 1246. Aus dem 13. Jahrhundert stammen auch der besondere Putz an der Ostseite des Turms und ein Teil der Wandmalereien im Inneren. Das Obergeschoss kragt über einem umlaufenden Gesims leicht vor und hat an den Ecken Wasserspeier. Eine offene, zinnenbewehrte Platte mit Schießscharten bildete ursprünglich den oberen Abschluss. Heute bedeckt ein verschiefertes Walmdach den Umgang, dem vier Wehrerker des 15. Jahrhunderts aufgesetzt sind. Im Mittelalter war der einzige Zugang an der Westseite des Turms durch eine schwere Tür gesichert und nur vom Schiff aus zugänglich. Die Glockenstube beherbergt ein Dreiergeläut. Die große Glocke wurde nach dem Zweiten Weltkrieg ersetzt. Zwei weitere Glocken stammen aus dem 14. Jahrhundert. Eine ist Maria die andere dem heiligen Antonius, dem Namenspatron der Kirche, geweiht. Die drei schmalen Spitzbogenfenster im Erdgeschoss und die drei spitzbogigen Öffnungen unterhalb des Gesimses wurden in gotischer Zeit eingebrochen. Das östliche Chorfenster gestaltete Erhardt Klonk 1963 nach Motiven aus dem Gleichnis von den klugen und törichten Jungfrauen.
Die dreiachsige Saalkirche aus unverputztem Bruchsteinmauerwerk mit Eckquaderung wird von einem flachen Walmdach bedeckt. Das Schiff ohne Chor ist 13,59 Meter lang, 9,41 Meter breit und 6,43 Meter hoch. Es wird im unteren Bereich der Nordseite durch drei und an der Südseite durch zwei fast quadratische Fenster mit Gewänden aus rotem Sandstein belichtet. Über diesen Fenstern sind je drei halbkreisförmige Thermenfenster an den Langseiten eingelassen. Beide Ebenen werden durch ein umlaufendes Kaffgesims gegliedert. Die westliche Giebelseite ist fensterlos. Hochrechteckige Sandsteinportale an der Süd- und Westseite erschließen die Kirche und verleihen der Kirche durch ihre mittige Position ein symmetrisches Erscheinungsbild.

## Innenausstattung

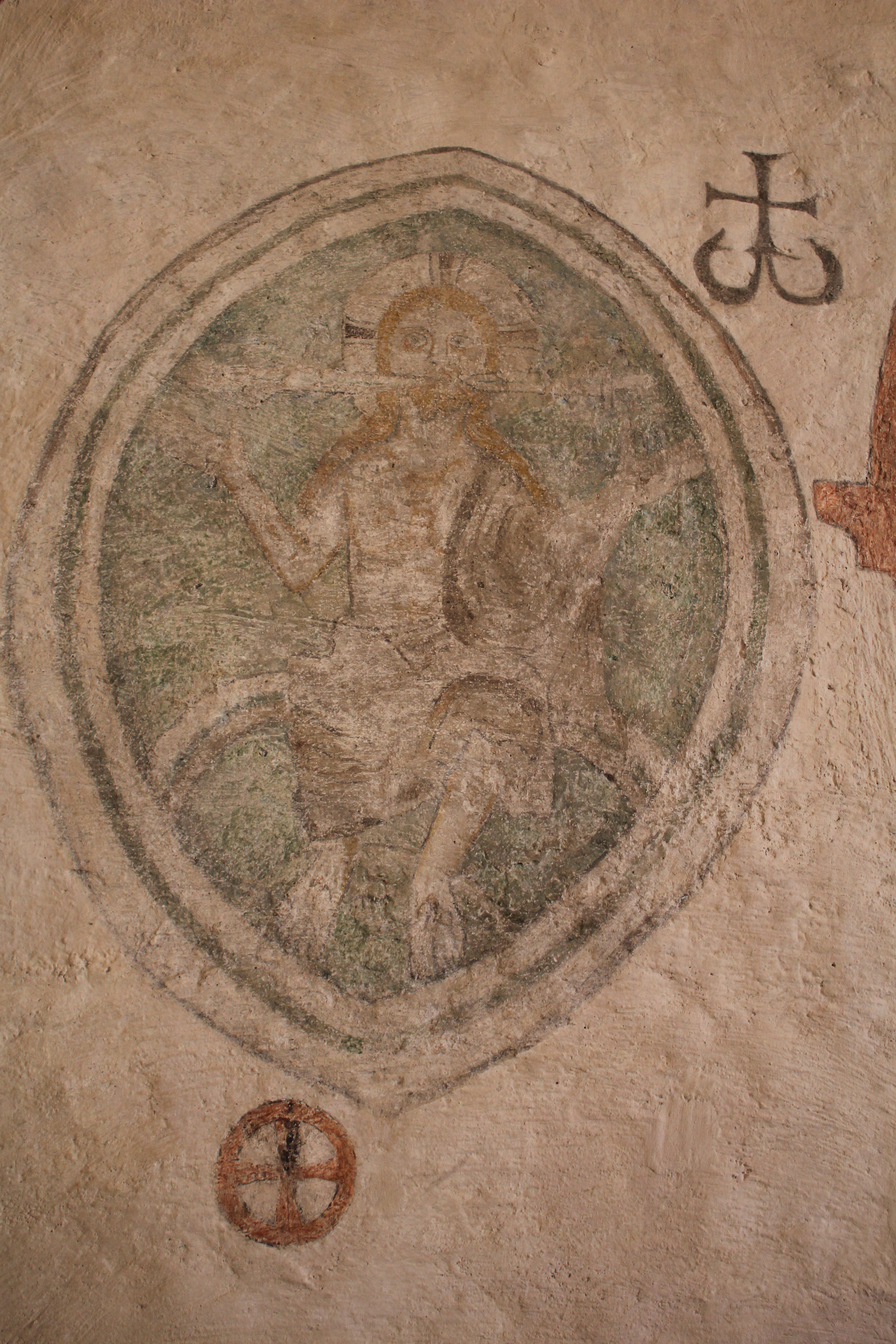
Mittelalterliche Wandmalerei an der Ostwand

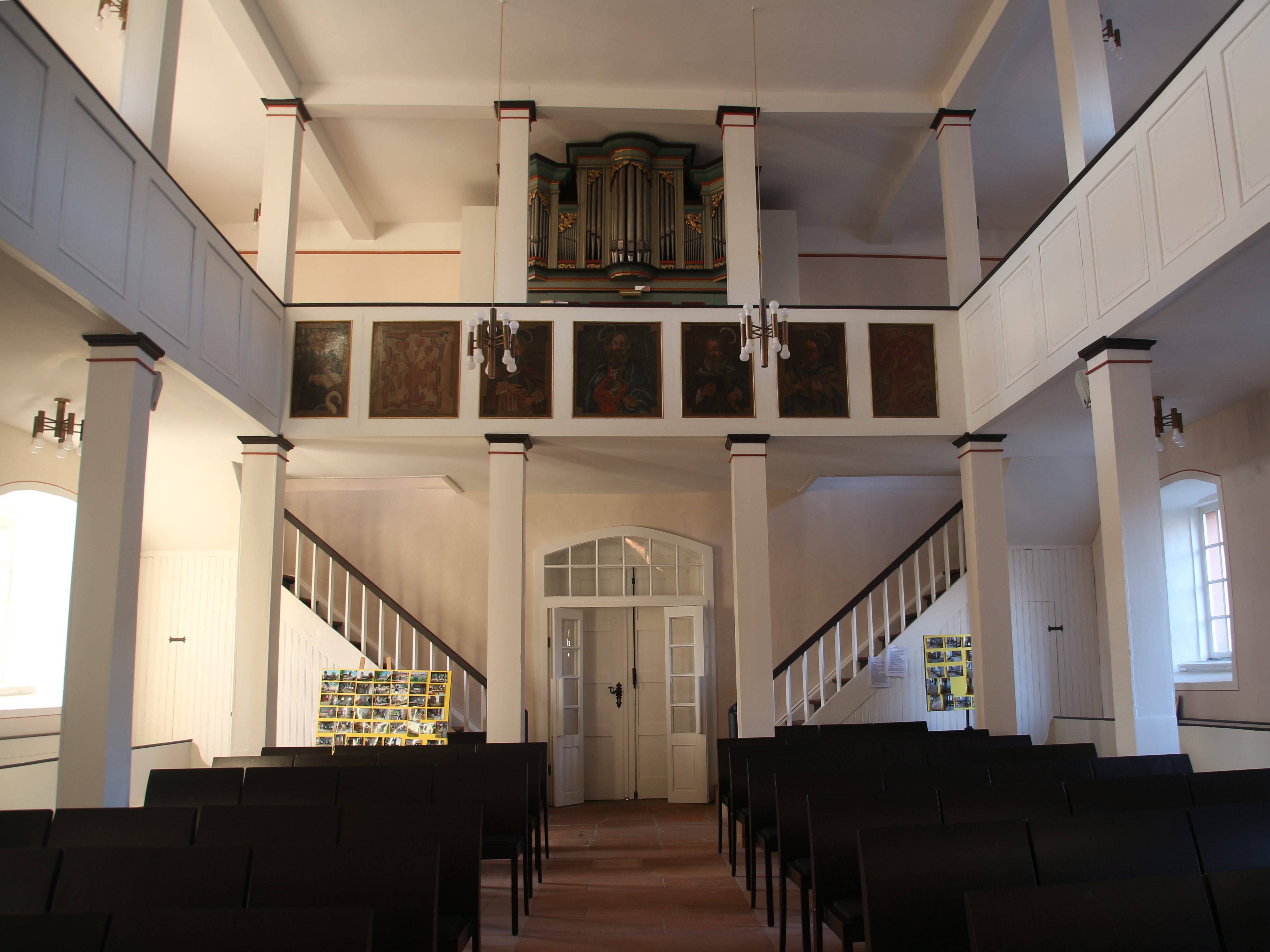
Blick Richtung Westempore

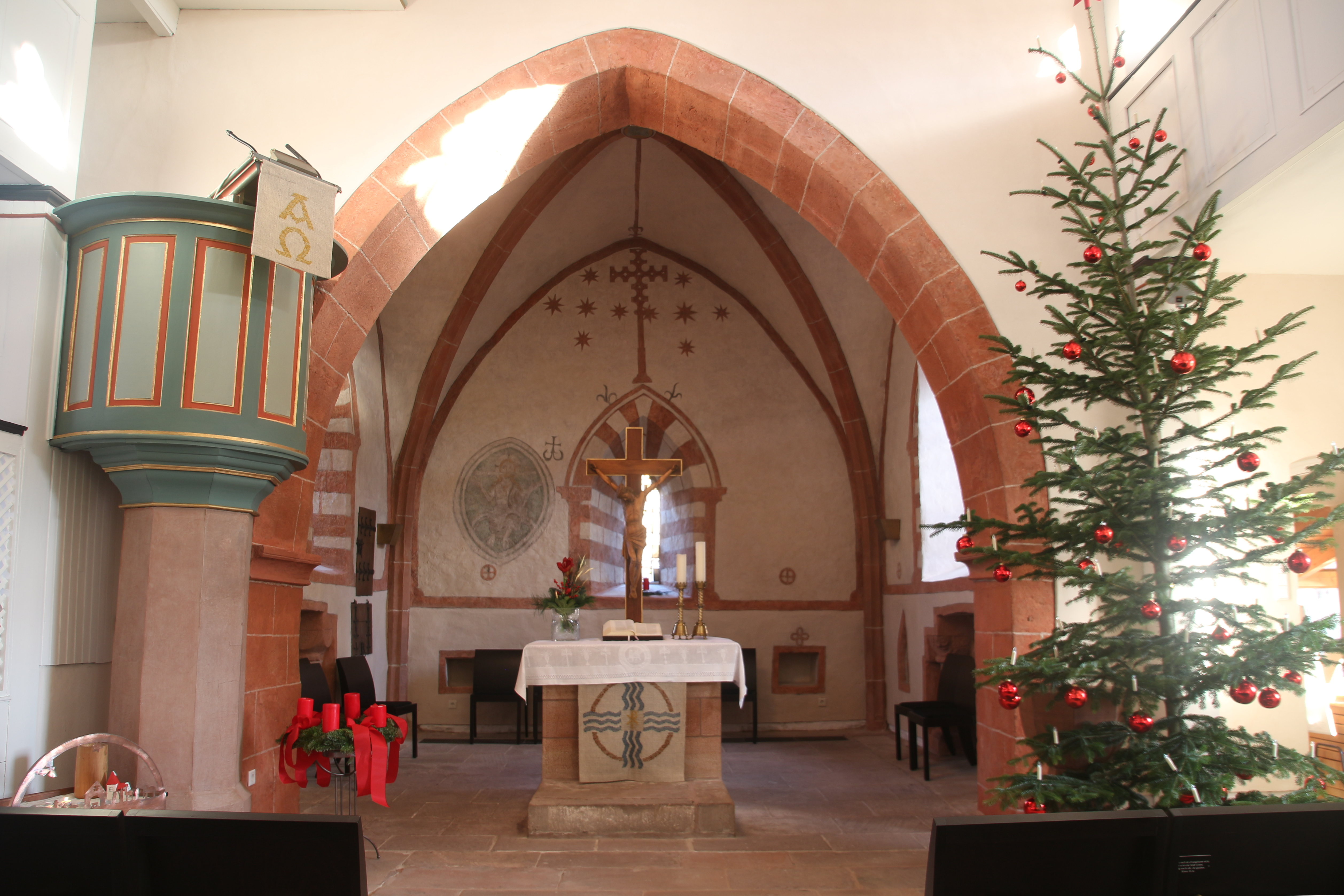
Blick in den Chorraum

Das Kreuzrippengewölbe im Chor wurde erst im 14. oder 15. Jahrhundert eingezogen. Die Rippen reichen bis zum Boden und enden in einem bemalten Schlussstein. An den Wänden sind spätromanische und frühgotische Malereien zu sehen, die ins 13./14. Jahrhundert datiert werden, darunter Weihekreuze und schwarze Hahnenschwanzfedern. Links vom Ostfenster ist Christus als Richter in der Mandorla in blassgrünen Farben dargestellt (erste Hälfte 13. Jahrhundert). Darunter wird ein älteres Christusbild vermutet. Über dem Ostfenster flankieren zehn Sterne ein Kreuz. In der Süd- und Nordwand der Turmhalle sind über dem Boden breite Chornischen eingelassen, die von je zwei Säulen mit ornamentierten Kapitellen aus dem Ende des 12. Jahrhunderts flankiert werden. Die beiden Kapitelle im Süden haben Rankenmotive, das östliche zudem eine Maske, im Norden sind sie als Drachenkapitell und Würfelkapitell mit Schild gestaltet. Derartige Chornischen sind in der Region seltene Einzelfälle und finden motivische Parallelen im elsässischen Raum. Zwei viereckige Sakramentsnischen mit eisenbeschlagenen Holztüren finden sich in der Nordwand, zwei viereckige Nischen in der Ostwand und eine spitzbogige Nische in der Südwand. Ein großer spitzbogiger Chorbogen mit Kämpfern und roter Quaderbemalung öffnet die Turmhalle zum Kirchenschiff. Der Boden von beiden Baukörpern ist mit roten Sandsteinplatten belegt.
Der Innenraum der Saalkirche präsentiert sich heute in einem edlen Weiß. Die Flachdecke wird von zwei Längsunterzügen getragen. Sie ruhen auf vierkantigen Eichensäulen, die die hölzerne, dreiseitig umlaufende Empore einbeziehen. Die Empore aus der Zeit um 1720 wurde aus dem Vorgängerbau übernommen. Sie trägt in den kassettierten Füllungen Brüstungsmalereien, die an den Langseiten weiß überstrichen wurden. Die Westempore dient als Aufstellungsort für die Orgel. Ihre Brüstung zeigt vier Apostel, zwei Füllungen mit ornamentaler Bemalung sowie ganz links Luther mit dem Schwan.
Die runde hölzerne Kanzel ist in der Nordostecke des Schiffs auf einer hohen achteckigen Säule vor dem Chorbogen aufgestellt. Sie hat schlichte hochrechteckige Füllungen. Dem viertelkreisförmigen Schalldeckel sind vergoldete Kugeln aufgesetzt. Ein Pfarrstuhl unter der Nordempore ermöglicht von hinten den Zugang zur Kanzel. Der aufgemauerte Blockaltar hat eine überstehende Platte und ist um eine Stufe erhöht. Das pokalförmige Taufbecken aus rotem Sandstein von 1958 ist an der südlichen Seite des Chorbogens aufgestellt. Das Kirchengestühl lässt einen Mittelgang frei.

## Orgel

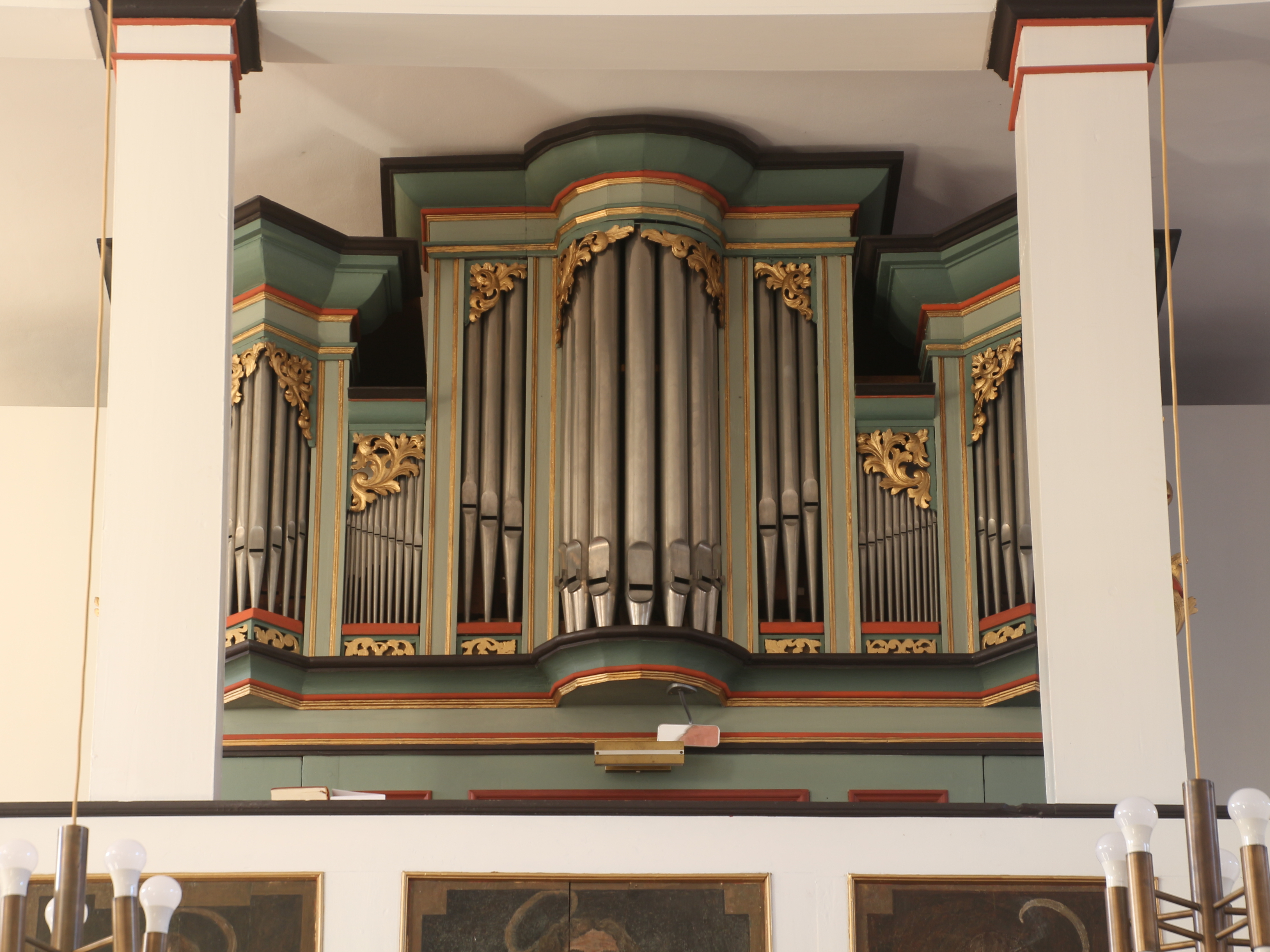
Barocke Orgel von 1734

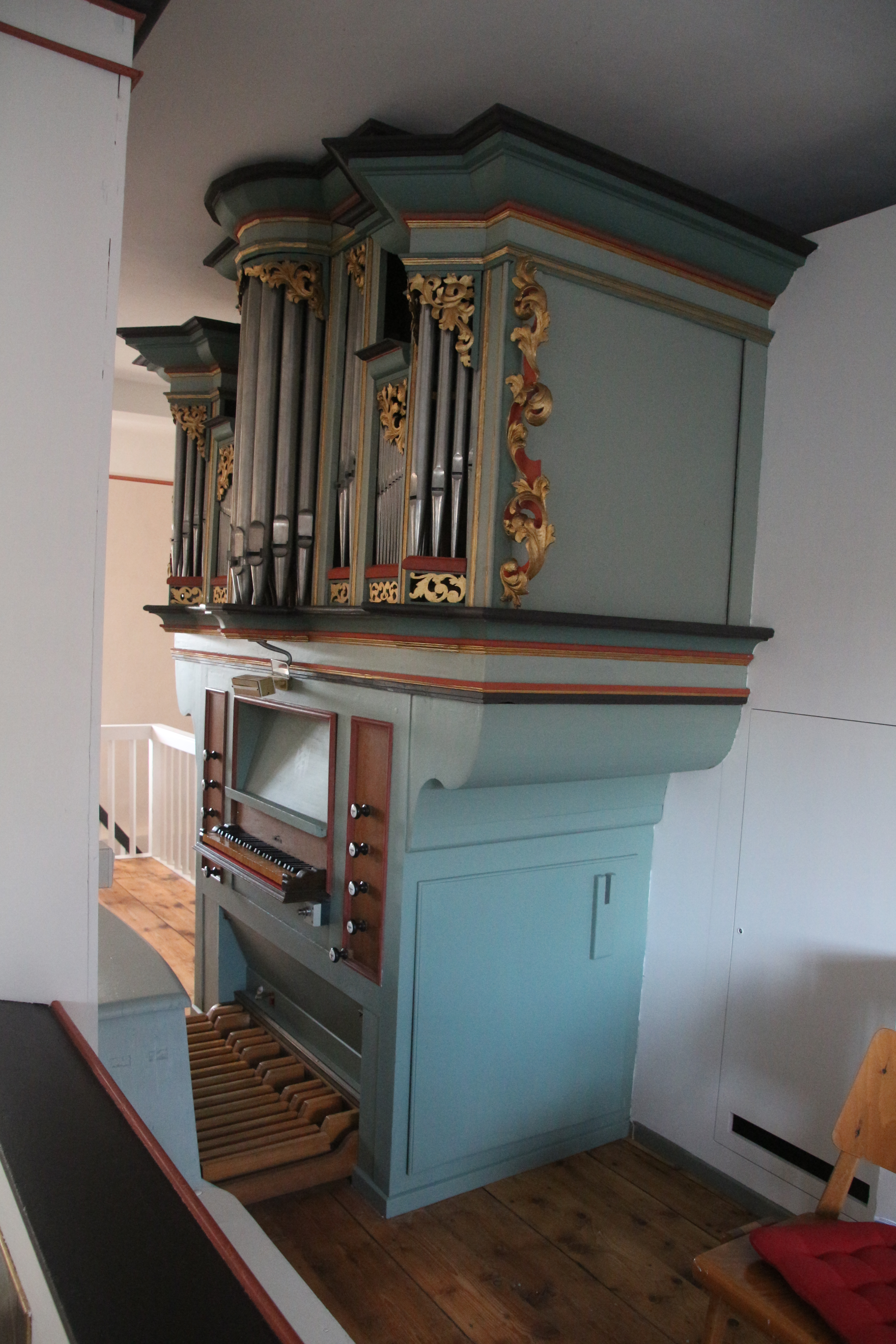
Blick auf den Spieltisch

Die Orgel baute der Orgelbauer Johann Dietrich Schröder aus Marburg im Jahr 1734. Der siebenachsige Prospekt hat einen polygonalen Mittelturm, der von Rechteckfeldern in derselben Höhe flankiert und durch ein gemeinsames profiliertes Kranzgesims mit ihnen verbunden wird. Zwei niedrige Flachfelder leiten zu den außen stehenden Spitztürmen über. Vergoldetes geschnitztes Akanthuswerk schließt die Pfeifenfelder nach oben ab und bildet die seitlichen Blindflügel. Nach mehreren Umbauten sind von Schröder das barocke Gehäuse und zwei bis drei Register erhalten. Das Gehäuse wurde im Rahmen der letzten Innenrenovierung der Kirche 2017/2018 farblich neu gefasst. Das Instrument verfügt über zehn Register auf einem Manual und Pedal. Die Trakturen sind mit mechanischen Schleifladen ausgeführt. Die Orgel weist folgende Disposition auf:
| Manual C–c3  |        |
| Gedackt      | 8′     |
| Quintathön   | 8′     |
| Principal    | 4′     |
| Rohrflöte    | 4′     |
| Quinta       | 3′     |
| Octave       | 2′     |
| Tertia ab b0 | 1 3⁄5′ |
| Mixtur III   | 1′     |

| Pedal C–d1    |     |
| Subbass       | 16′ |
| Principalbass | 8′  |